# Henry Cuellar
Henry Roberto Cuellar (Laredo, 19 settembre 1955) è un politico e avvocato statunitense, membro della Camera dei Rappresentanti per lo stato del Texas dal 2005.

## Biografia
Primo di otto figli, Cuellar nacque e crebbe nel Texas in una famiglia di immigrati messicani. Dopo essersi laureato in legge, Cuellar aprì uno studio legale privato e lavorò anche come insegnante universitario.
Entrato in politica con il Partito Democratico, nel 1987 venne eletto all'interno della legislatura statale del Texas e vi rimase fino al 2001, quando cioè fu nominato Segretario di stato del Texas dal governatore repubblicano Rick Perry. Cuellar mantenne l'incarico per circa un anno, finché si candidò alla Camera dei Rappresentanti, sfidando il deputato repubblicano in carica Henry Bonilla. Le elezioni furono molto combattute e alla fine Cuellar ne uscì sconfitto di misura.
Due anni dopo Cuellar si ricandidò alla Camera, inizialmente con l'intento di sfidare per la seconda volta Bonilla; successivamente però cambiò idea e preferì candidarsi per il distretto rappresentato dal compagno di partito e vecchio amico Ciro Rodriguez. I due si affrontarono duramente nelle primarie, accusandosi reciprocamente e arrivando ai ferri corti, ma alla fine Cuellar riuscì a spuntarla per pochissimi voti. Nelle elezioni generali comunque venne eletto con un'ampia maggioranza di voti.
Due anni dopo Cuellar sconfisse nuovamente Rodriguez, che aveva cercato di riprendersi il suo vecchio seggio, e nelle elezioni generali venne riconfermato senza affrontare alcun avversario repubblicano. Negli anni successivi poi Cuellar fu sempre rieletto con ampio margine.
Ideologicamente Cuellar è ritenuto un democratico molto moderato, tendente al centrismo. Membro della New Democrat Coalition, è sposato con Imelda e ha due figlie.